# Aloe mutabilis

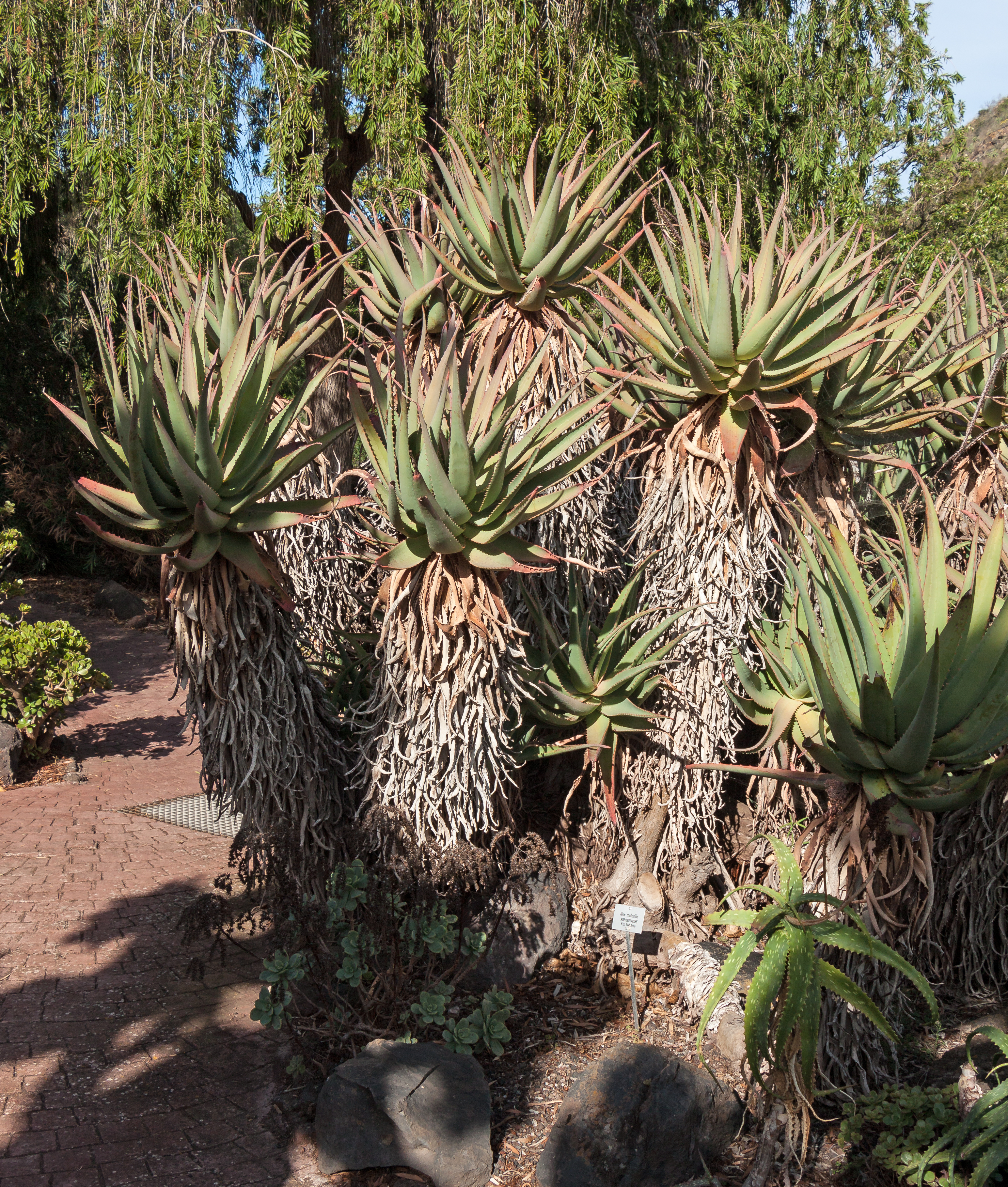
Habitus

Aloe mutabilis é uma espécie de liliopsida do gênero Aloe, pertencente à família Asphodelaceae.